# Rudolf Mitteregger
Rudolf „Rudi“ Mitteregger (* 27. November 1944 in Gaal, Steiermark; † 24. April 2024) war ein österreichischer Radrennfahrer. Er war dreifacher Sieger der Österreichrundfahrt (viermal Zweiter) und vierfacher Glocknerkönig. Als „ewiger Rivale“ von Wolfgang Steinmayr ist er in die österreichische Radsportgeschichte eingegangen.

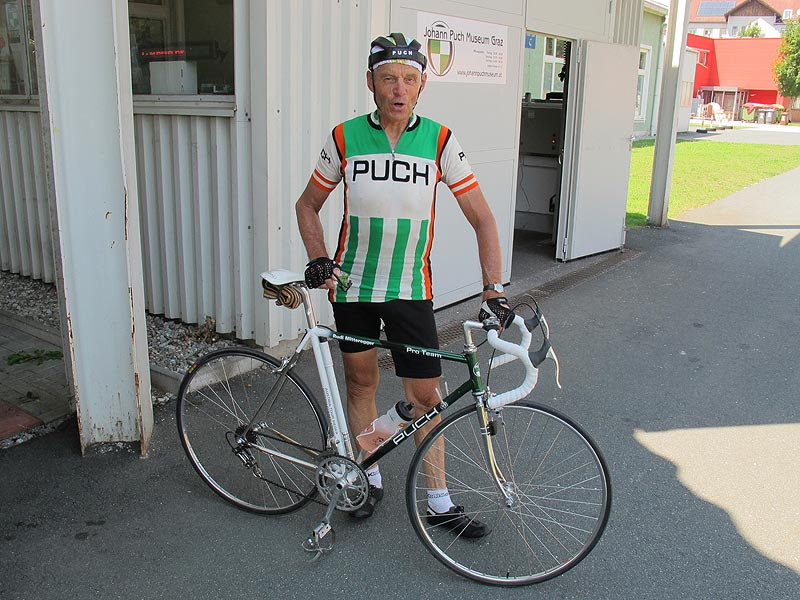
Glocknerkönig Rudi Mitteregger vor dem Johann Puch Museum Graz, Puchstraße (19. Juli 2014, 100. Todestag von Johann Puch)

## Sportliche Höhepunkte
Nachdem er 1968 eine prestigeträchtige Etappe der Österreich-Radrundfahrt, das Bergzeitfahren zur Karneralm, gewonnen hatte, galt er als Favorit auf den Gesamtsieg. 1968 und 1969 waren dann aber niederländische Weltklassefahrer, unter anderem der Olympiasieger und spätere Profifahrer Jan Krekels sowie Joop Zoetemelk, übermächtig, so dass Mitteregger der erste Sieg im Jahr 1970 gelang. Auch 1974 und 1977 konnte er den Gesamtsieg erringen. 1974 tat er dabei, bei der Abfahrt vom Gaberl-Pass mit Reifendefekt vom Betreuerfahrzeug im Stich gelassen, den legendär-verzweifelten Ausspruch „Mei, des gibt’s jo net, herst. Jo san de deppat oder wos, herst? Mei, wo san denn de Offn, herst? Kruzefix noamoi, herst.“ Auch die international stark besetzte Niederösterreich-Rundfahrt 1970 konnte er für sich entscheiden. 1975 gewann er das Etappenrennen Wien–Rabenstein–Gresten–Wien mit einem Etappensieg. 1979 siegte er in der Etappenfahrt von Neuwied.
Ein volles Jahrzehnt Radsportgeschichte prägten Rudi Mitteregger und Wolfgang Steinmayr die vom ORF übertragene (untermalt von Gershon Kingsleys „Hey Hey“) Großglockner-Etappe, den Kampf um den Preis des „Glocknerkönigs“. Viermal wurde er  in seiner Laufbahn Großglocknerkönig, d. h., er überquerte den Großglockner auf der Etappe als Erster. Während Steinmayr 1977/78 seine Karriere beendete, fuhr Mitteregger bis zu seinem 39. Lebensjahr Radrennen auf hohem Niveau. Ein sensationeller Coup gelang ihm und seinem Teamkollegen Hans Lienhart (Askö Puch Knittelfeld) im September 1981. Die Nationalmannschaft der UdSSR war beim Wiener Höhenstraßenrennen am Start, in ihren Reihen der regierende Olympiasieger und weltbeste Amateurrennfahrer Sergei Suchorutschenkow. In der letzten von 13 ausschließlich bergauf und bergab führenden Runden (Gesamt 130 km und über 3.000 Höhenmeter) konnten die beiden den Olympiasieger einholen und distanzieren. Mitteregger wurde Zweiter; noch lange zierten er und Lienhart die Puch-Werbeplakate. 1979 gewann er die nationale Meisterschaft im Paarzeitfahren mit Hans Summer.

## Persönliches
Mitteregger lebte als pensionierter Bundesheersoldat und Funktionär des RC Rapso Knittelfeld in der Rudolf-Mitteregger-Siedlung seiner Heimatgemeinde Gaal.
Im April 2024 starb er im Alter von 79 Jahren.